# Saudi Landbridge
| Saudi Landbridge: violett |                      |                       |                       |
| Streckenlänge: | 958 km               |                       |                       |
| Spurweite: | 1435 mm (Normalspur) |                       |                       |
| Streckengeschwindigkeit: | 250 km/h             |                       |                       |
| Zweigleisigkeit: | nein                 |                       |                       |
| |                      |                       |                       |
| \| \| \| von Dammam \| \| \| \| \| \| \| \| \| \| Riad \| \| \| \| \| Nord-Süd-Strecke \| \| \| \| \| Riad \| \| \| \| \| Dschamuma \| \| \| \| \| Moia \| \| \| \| \| al-Doadmi \| \| \| \| \| \| \| \| \| \| Dschidda \| \| \| \| \| King Abdullah Port \| \| \| \| \| Yanbu Industrial City \| \| |                      |                       |                       |
| Strecke |                      | von Dammam            | von Dammam            |
| Abzweig ehemals geradeaus und nach links · Strecke von rechts |                      |                       |                       |
| Bahnhof (Strecke außer Betrieb) · Kopfbahnhof Streckenende |                      | Riad                  | Riad                  |
| Abzweig ehemals quer und von rechts · Abzweig geradeaus, nach rechts und von rechts (Strecke außer Betrieb) |                      | Nord-Süd-Strecke      | Nord-Süd-Strecke      |
| Kopfbahnhof Streckenende · Strecke (außer Betrieb) |                      | Riad                  | Riad                  |
| Bahnhof (Strecke außer Betrieb) |                      | Dschamuma             | Dschamuma             |
| Bahnhof (Strecke außer Betrieb) |                      | Moia                  | Moia                  |
| Bahnhof (Strecke außer Betrieb) |                      | al-Doadmi             | al-Doadmi             |
| Abzweig geradeaus und nach links (Strecke außer Betrieb) · Strecke von rechts (außer Betrieb) |                      |                       |                       |
| Strecke (außer Betrieb) · Kopfbahnhof Streckenende (Strecke außer Betrieb) |                      | Dschidda              | Dschidda              |
| Dienststation / Betriebs- oder Güterbahnhof (Strecke außer Betrieb) |                      | King Abdullah Port    | King Abdullah Port    |
| Betriebs-/Güterbahnhof Streckenende (Strecke außer Betrieb) |                      | Yanbu Industrial City | Yanbu Industrial City |

Die Saudi Landbridge ist ein Projekt, die drei bestehenden Eisenbahnnetze von Saudi-Arabien mit einer Bahnstrecke zu verbinden. Es besteht zum einen aus einer 958 km langen Neubaustrecke zwischen Riad und Dschidda, zum anderen aus fünf ergänzenden Ausbaumaßnahmen, die noch einmal den Bau von 406 km Strecke erfordern.

## Geschichte
Das östliche Streckennetz, das sich um die Verbindung Dammam–Riad entwickelt hat, die 2017 in Betrieb genommene Nord-Süd-Strecke zwischen Riad und Buraida sowie die 2018 in Betrieb genommene Bahnstrecke Mekka–Medina sind bisher drei Inselbetriebe, ebenso gibt es im Land keine Schienenverbindung zwischen Persischem Golf und Rotem Meer. Diese Lücke zu schließen, ist Ziel des Projekts und soll Saudi-Arabien als eine logistische Drehscheibe in der Golfregion etablieren.
Das Projekt wird seit 2004 erwogen, wurde aber in den beiden folgenden Jahrzehnten – wohl auch wegen der Kosten – nur schleppend angegangen. Am 21. April 2008 wurde bekannt, dass das Tarabot-Konsortium, bestehend aus sieben saudischen Unternehmen und dem australischen Unternehmen Asciano, bevorzugter Bieter für eine 50-jährige Konzession sei, wobei der finanzielle Abschluss innerhalb von 12 Monaten geplant war – was jedoch nicht zustande kam. Damals war die Fertigstellung für 2010 geplant. Am 10. Oktober 2011 beschloss die Regierung, das Projekt unter staatlicher Regie weiter zu verfolgen.
Im Juli 2013 wurde der Auftrag für die Planung des Abschnitts Dschidda–Riad vergeben. Der Saudi Public Investment Fund vergab im August 2015 den Auftrag für die Detailplanung an Italferr, was 2017 abgeschlossen war. 2018 wurde von der chinesischen China Civil Engineering Construction Corporation (CCECC), dem lokalen Partner Al-Ayuni und weiteren Beteiligten – darunter Systra, Thales und WSP Global – das Saudi China Landbridge Consortium gegründet. Gespräche über eine Umsetzung des Projekts haben 2018/19 zwischen Vertretern von Saudi-Arabien und der Volksrepublik China stattgefunden. Im Juni 2021 bekräftigte Mohammed bin Salman anlässlich der Vorstellung der nationalen Verkehrs- und Logistik-Strategie das Festhalten an dem Projekt.
Die CCECC soll das Projekt auf dem Betreibermodell von Build, Operate and Transfer (BOT) umsetzen. Die Kosten wurden 2017 auf 5 bis 10 Mrd. US$ geschätzt, 2023 auf 7 Mrd. US$. Als neuer Fertigstellungstermin wird 2031 angestrebt.

## Technische Parameter
Die Neubaustrecke zwischen Riad und Dschidda soll 958 km lang werden. Darüber hinaus soll die Bestandsstrecke zwischen den beiden Hafenstädten Al-Dschubail und Dschidda am Persischen Golf sowie Riad ausgebaut werden. Die Saudi Landbridge soll zunächst eingleisig errichtet, die Eisenbahninfrastruktur aber so ausgelegt werden, dass ein späterer zweigleisiger Ausbau möglich ist. Die Neubaustrecke sieht eine Trasse vor, für die unter anderem 28 km Tunnel und 100 Brücken errichtet werden müssen.
Der Schwerpunkt des Betriebes soll auf dem Container-Verkehr liegen, aber auch Personenverkehr ist vorgesehen. Mit einer Transportzeit von weniger als einem Tag auf der Schiene quer durch Saudi-Arabien, verglichen mit einer achttägigen Umrundung der Halbinsel auf dem Seeweg, hofft die Saudi Railways Organisation, einen Großteil des Verkehrs, der derzeit über Dubai verschifft wird, an sich zu ziehen. Hinzu kommt, dass Container die auf der Schiene befördert werden, ihren Zollstatus behalten, was bei einer Beförderung auf der Straße nicht der Fall ist.
Die Strecke soll für zulässige Höchstgeschwindigkeiten von 160 km/h für Güterzüge und für 250 km/h für Personenzüge ausgelegt werden.

## Vorhaben
Das Projekt ist in sechs Bauabschnitte eingeteilt:
1. Neubau einer Bahnstrecke Riad–Dschidda (958 km) und deren Weiterbau bis zum King Abdullah Port. Dies umfasst den Bau von insgesamt 1096 km Strecke.
2. Ausbau des Eisenbahnnetzes am Hafen und der „Industrial Zone“ (Gewerbegebiet) von Al-Dschubail, was den Neubau von etwa 10 km Gleis erfordert.
3. Ausbau der derzeit (2023) im Bau befindlichen Bahnstrecke Damman–Al-Dschubail, was den Neubau von etwa 35 km Gleis erfordert.
4. Ausbau der Verbindung Damman–Riad, was den Neubau von etwa 87 km Gleis erfordert.
5. Neubau einer Umgehungsbahn in Riad von 102 km Länge.
6. Neubau einer 172 km langen Verbindung vom King Abdullah Port zur Yanbu Industrial City.